# Takeshobo

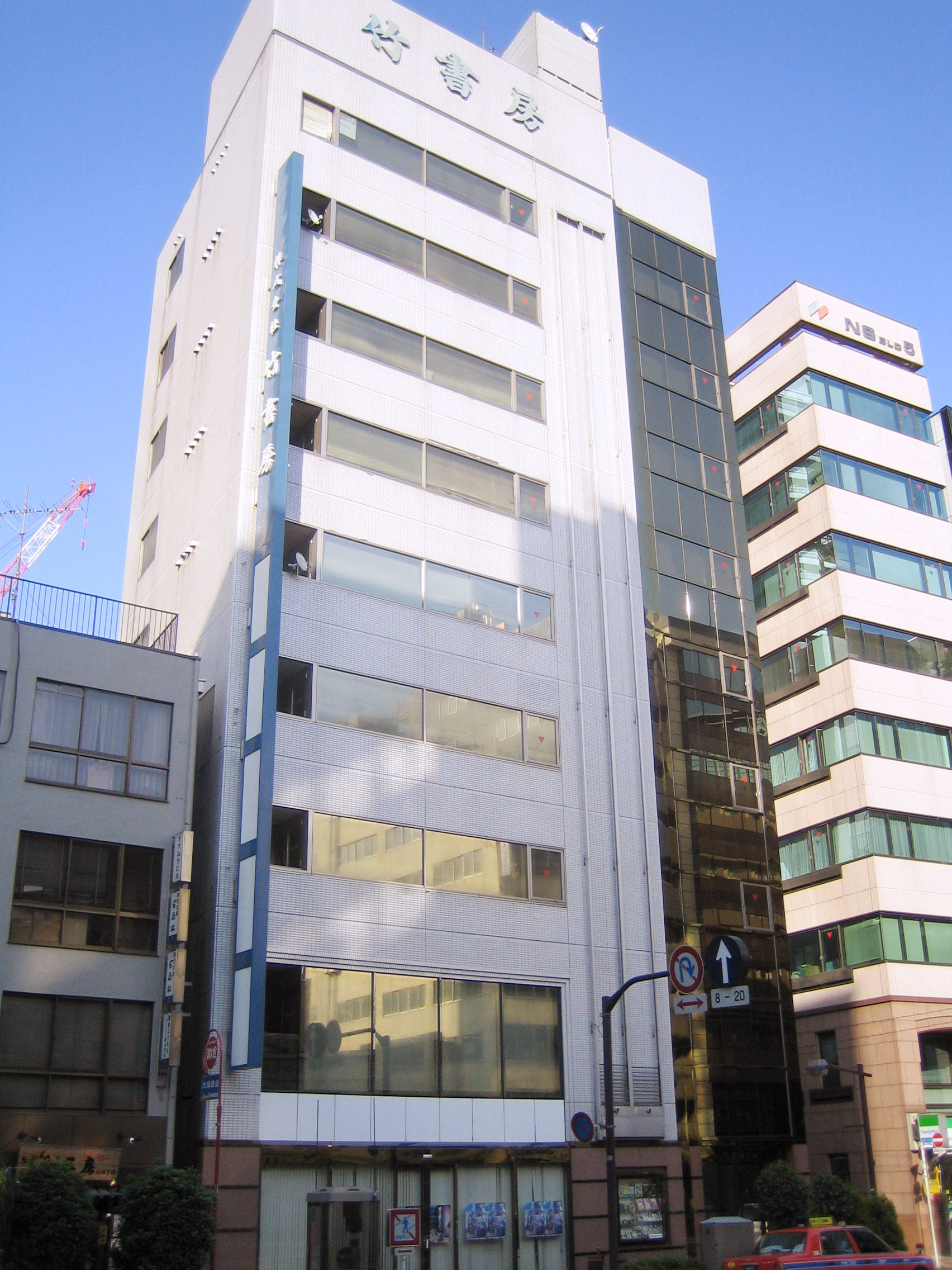
Edificio de Takeshobo en Iidabashi 2-7-3, Chiyoda, Tokio.

Takeshobo Co., Ltd. (株式会社竹書房 Kabushiki-gaisha Takeshobō?) es una editorial importante de Japón. Fue fundada en octubre de 1972 por Kyōichirō Noguchi, comenzando la primera revista Mahjong de Japón Monthly Mahjong Magazine (月刊近代麻雀 Gekkan Kindai Mājan?). Se publicaron otras revistas, como una revista dedicada al manga con temática de mahjong, así como una revista dedicada al manga yonkoma. Además, fundó un museo de mahjong. Actualmente, además de las revistas más antiguas, publica una revista de pachinko, una de moda, cuentos y novelas de literatura para adultos. En Internet, tiene acuerdos de distribución con Livedoor. Los cómics yonkoma de Takeshobo  se distribuyen en el sitio web de distribución de cómics Manga Life Win. Excluyendo el manga de Mahjong, las series manga se publican bajo la etiqueta Bamboo Comics.

## Revistas
| Revista                                                                             | Periodo     |
| ----------------------------------------------------------------------------------- | ----------- |
| Ai no taiken Special DX (愛の体験スペシャルDX?)                                     | Mensual     |
| Comic Marble (コミックマーブル?)                                                    |             |
| Doki! (Dokiッ!?)                                                                    | Mensual     |
| Doki! Special (Dokiッ!スペシャル?)                                                  | Mensual     |
| Gekiman Special (劇漫スペシャル?)                                                   | Mensual     |
| Gokinjo Scandal (ご近所スキャンダル?)                                               | Mensual     |
| Hontō ni Atta Gyōten Scoop Manga Zukyun! (本当にあった仰天スクープまんがズキュン!?) | Mensual     |
| Hontō ni Atta Yukai na Hanashi (本当にあったゆかいな話?)                            | Mensual     |
| Jitsuwa Document (実話ドキュメント?)                                                | Mensual     |
| Kaizoku No. 1 (海賊No.1?)                                                           | Mensual     |
| Kindai Mahjong (近代麻雀?)                                                          | Semimensual |
| Kindai Mahjong Original (近代麻雀オリジナル?)                                       | Mensual     |
| Manga Club (まんがくらぶ?)                                                          | Mensual     |
| Manga Club Original (まんがくらぶオリジナル?)                                       | Mensual     |
| Manga Life (まんがライフ?)                                                          | Mensual     |
| Manga Life Momo (まんがライフMOMO?)                                                 | Mensual     |
| Manga Life Original (まんがライフオリジナル?)                                       | Mensual     |
| Manga Life Selection (まんがライフセレクション?)                                    | Irregular   |
| Manga Pachinko 777 (漫画パチンコ777?)                                               | Mensual     |
| Men's Street (メンズストリート?)                                                    | Mensual     |
| Namaiki! (Namaikiッ!?)                                                              | Mensual     |
| Pachi-slo Land (パチスロランド?)                                                    | Mensual     |
| Pachinko Land (パチンコランド?)                                                     | Mensual     |
| Reijin (麗人?)                                                                      | Bimensual   |
| Ren'ai Tengoku Paradise (恋愛天国パラダイス?)                                       | Mensual     |
| Suku Suku Paradise (すくすくパラダイス?)                                            |             |
| Super Pachi-slo 777 (スーパーパチスロ777?)                                          | Mensual     |
| Tokkan Kaientai (特冊快援隊?)                                                       | Mensual     |
| Tokkan Shinsengumi DX (特冊新鮮組DX?)                                               | Mensual     |
| Vitaman (ビタマン?)                                                                 | Mensual     |
| Woman Gekijō (ウーマン劇場?)                                                        | Mensual     |
| Zōkan Tokkan Shinsengumi DX (増刊特冊新鮮組DX?)                                     | Mensual     |